# Mara Pop
Mara Pop, es una actriz y cantante peruana, nacida en Lima, Perú, el 7 de noviembre de 1992.

## Biografía
Su madre Carmen "Chini Bonita" Duclós, es una famosa gimnasta. Lola, érase una vez, (versión mexicana de la serie argentina Floricienta, original de Cris Morena) interpretando a Lola  al lado de los actores Aarón Díaz, Lorena Herrera, Natasha Dupeyrón, Rubén Cerda, Tiaré Scanda, Derrick James y Zoraida Gómez
Obtuvo una participación especial en la telenovela Amor sin maquillaje; al igual tuvo su papel en el programa "Una familia de tantas" protagonizando a la profesora de educación física, para el 2009 tuvo una participación especial en Mujeres asesinas como Gabriela en el capítulo de Tere, Desconfiada, compatiendo crédito con Susana González. En 2010, protagoniza la telenovela juvenil Sueña Conmigo de Nickelodeon en conjunto con Televisa e Ilusion Studios.

### Lola, érase una vez
De Pedro Damián, creador de Rebelde llegó Lola, érase una vez.
Lola, érase una vez llegó a la televisión mexicana el 26 de febrero con una serie diaria en la cual cuenta sus aventuras, sueños, amores y desamores; es una Cenicienta moderna quien a falta de una familia, reúne a sus mejores amigos para formar una banda y hacer de su música, un nuevo hogar.
Lola: Érase una vez... es un disco doble con toda la música de la primera temporada de la novela, colocándose inmediatamente en los primeros lugares de las listas de ventas. "Si me besas" tema principal y primer corte del álbum Lola: Érase una vez.. ya suena en todas las radios del país.
Eiza González (Lola) interpreta 24 temas de autores como: Kara DioGuardi, Jesse & Joy, María Daniela, Leonel García (Sin Bandera), Memo Méndez Guiu, Guillermo "Billy" Méndez (Motel), Cris Morena, Carlos Lara y Armando Ávila (estos últimos dos, productores del disco).

## Carrera musical
Eliza González inició su carrera en un musical dentro de la telenovela Lola, érase una vez, con su disco debut Lola, érase una vez, grabando las canciones: Si me besas, Masoquismo, Espiral, Sapo azul y Flores Amarillas (original de Floricienta).
Interpretó el tema Campanas en mi corazón en el disco Navidad con amigos y también colaboró en el tema Get munk'd, que forma parte de la película Alvin y las ardillas.
Recientemente grabó un sencillo junto al grupo RBD y Kudai llamado "Elige Estar Bien" para una campaña en contra de la obesidad y el sobrepeso, y el video ya está circulando por canales de música.

### Lola, Erase una vez (álbum)
El primer álbum de Eliza Gonzalez es nombre homónimo de la telenovela, salió a la venta el 2 de junio de 2007, el álbum tuvo un éxito rotundo vendiendo solo en México 400 000 copias y recibiendo la certificación de 3x Platino, de igual manera en los Estados Unidos se convirtió en un éxito recibiendo la certificación de 3x Platino por más de 500,000 copias. Mundialmente el material discográfico vendió más de 2 millones copias. Por esta razón Eiza recibió en 2009 el Premio Lo Nuestro en la categoría Revelación del Año.

### Contracorriente
Es el segundo álbum de estudio de esta cantante en la que ahora ya saca oficialmente por su myspace. El primer sencillo del disco Contracorriente se titula "Mi destino soy yo", saliendo en iTunes el 25 de agosto para la compra del sencillo. Creando espacios en Facebook, Gyggs, Twitter, MySpace para promocionar su nuevo álbum Contracorriente.

## Discografía
Como Lola
- 2007: Lola... Érase una vez

Como Ella Misma
- 2009: Contracorriente

## Filmografía
| 2009       | Esta Es Mi Familia    |                       |                                   |      |          |
| Televisión |                       |                       |                                   |      |          |
| Año        | Título                | Rol                   | Notas                             |      |          |
| 2007       | Lola, érase una vez   | Lola                  | Protagonista (Telenovela)         |      |          |
| 2008       | Una Familia De Tantas | Laura                 | Coprotagonista (Serie)            |      |          |
| 2009       | Mujeres asesinas 2    | Gabriela              | Antagonista (Serie)               |      |          |
| 2010       | Sueña Conmigo         | Clara Molina/Roxy Pop | Protagonista (Telenovela juvenil) | 2011 | Yo y Vos |